# Autisme régressif
L'expression autisme régressif désigne des cas rares de personnes diagnostiquées autistes, chez lesquelles sont observées des régressions de compétences, par exemple une perte de l'usage de la parole. En 1998, l'étude du chercheur britannique Andrew Wakefield a accusé le vaccin contre la rougeole, la rubéole et les oreillons de déclencher « l'entérocolite autistique » (autistic enterocolitis) et d'être particulièrement impliqué dans les cas d'autisme régressif. 
Cette étude a depuis été reconnue comme une fraude. De même, la notion d'autisme régressif est de plus en plus critiquée en raison d'un manque d'objectivité dans sa caractérisation.

## Description
Cette forme rare d'autisme concerne des enfants dont le développement semble typique jusqu'à un certain âge, généralement compris entre 15 mois et 3 ans, puis une « régression » est observée. Aux États-Unis, une peur de l'autisme régressif s'est installée en raison de témoignages anxiogènes de parents, qui disent avoir vu leurs enfants « se volatiliser » passé un certain âge. Ces témoignages sont amplifiées par des associations et des instituts de recherche qui exagèrent la peur de l'autisme.
Ainsi, certaines publication en médecine alternative font état d'une augmentation de 500 % des cas d'autisme régressif aux États-Unis, parlant d'une épidémie dont l'origine serait à chercher non pas dans la génétique, mais dans le mode de vie de la population.

### Hypothèse issue de chercheurs en génétique
Selon Mary Coleman, spécialiste en neurologie pédiatrique américaine intéressée par l'étude des erreurs génomiques dans l'autisme et dans l'épilepsie, et Christopher Gillberg, la régression intervient à un moment précis du développement et concerne la production de protéines par des gènes mutants. Il s'agit d'expliquer comment ces gènes se régulent de façon globale dans des processus d'activation ou de désactivation mutuels. D'importantes parties du développement au niveau génétique, dans les troubles développementaux et l'autisme, prennent fin et nous n'en connaissons pas encore le moment précis.
Mary Coleman mentionne un cas d'encéphalite à anticorps anti-NMDA, une affection auto-immune, rapportée chez un garçon de 33 mois qui remplit les critères diagnostics de l'autisme. Elle développe la corrélation entre cette forme d'encéphalite et l'encéphalite herpétique, l'une des encéphalites connues pour être liée à des symptômes autistiques. Selon elle, ceci va en faveur de l'hypothèse d'un déséquilibre entre les synapses glutamatergiques et GABAergiques dans l'autisme.

## Critiques
L'existence même de l'autisme régressif ne fait pas consensus. En effet, parallèlement à la perte de certaines facultés, il est courant que les enfants autistes en acquièrent d'autres. Ainsi, la littérature scientifique consacrée à l'autisme régressif ne parvient pas à caractériser de prévalence ou de liste des compétences perdues, une méta-analyse sur plus de 100 études consacrées à l'autisme régressif ayant échoué à dégager une description consensuelle. La notion d'autisme régressif n'a pas de description scientifique centrale et fait ainsi l'objet de plus en plus de critiques en raison des difficultés à la caractériser.

## Personnes diagnostiquées
- Stephen M. Shore a été diagnostiqué autiste régressif à l'âge de 18 mois[12].